# Cryptelytrops honsonensis
A Cryptelytrops honsonensis é uma espécie asiática de serpente descoberta em 2008 na Kien Giang. É endêmica da ilha de Hon Son, Vietnã.